# South Cliffe
South Cliffe – wieś w Anglii, w hrabstwie East Riding of Yorkshire. Leży 24 km na zachód od miasta Hull i 259 km na północ od Londynu.